# 向心加速度

圓周運動，藍色的是向心加速度

在物理學中，向心加速度（Centripetal Acceleration）是一種物理量，是用來描述一個圓周運動物體能繞著圓形軌道旋轉而不會脫離圓周運動所需的加速度。通常用{\displaystyle a_{c}}（拉丁字母小寫a下標一個c）來表示向心加速度。
一個作等速率圓周運動的質點雖然在圓周上每個位置的速率皆相同，但其運動方向都是沿著各自的切線方向而有所不同（即切向速度不相同），因此存在一個加速度使其可以改變其速度而維持在原來的圓周運動不至於會脫離原來運動軌跡，而這加速度稱作向心加速度。
向心加速度的大小一般由向心力決定，但有時會因為有角加速度而有所不同。
另外，向心加速度不一定只存在於圓周運動，只要該加速度可以使曲線運動物體維持當前曲線並持續運動就可稱為向心加速度。尤其是簡諧運動。
|                              |                                    |
| 一個單擺運動，紅色的是加速度 | 一個曲線運動，標示ac的是向心加速度 |

## 與其他物理量之關係
在向心加速度中，與其它圓周運動相關的物理量有著密切的相關。在圓周運動中，向心加速度存在下面等式:
{\displaystyle a_{c}=r\omega ^{2}=v\omega ={\frac {v^{2}}{r}}={\frac {4\pi ^{2}r}{T^{2}}}={\frac {2\pi v}{T}}}
其中:
- {\displaystyle a_{c}}是向心加速度
- {\displaystyle r}是圓周運動的半徑
- {\displaystyle \omega }是角速度
- {\displaystyle v}是切向速度
- {\displaystyle T}是周期
- {\displaystyle \pi }是圓周率

推导过程
由加速度的定义式可知{\displaystyle a={\frac {\Delta v}{t}}}
在圆周运动的轨迹上取两点A和B，过A、B两点做关于圆的切线可得知其运动方向，分别作出两个点的速度向量{\displaystyle {\overrightarrow {v_{1}}}}、{\displaystyle {\overrightarrow {v_{2}}}}，可知{\displaystyle {\overrightarrow {v_{1}}}\perp OA}、{\displaystyle {\overrightarrow {v_{2}}}\perp OB}
将{\displaystyle {\overrightarrow {v_{1}}}}与{\displaystyle {\overrightarrow {v_{2}}}}连接，形成向量三角形{\displaystyle A^{'}B^{'}D}，由前述的垂直关系可得出{\displaystyle \vartriangle A^{'}B^{'}D\sim \vartriangle OAB}，进而得出
{\displaystyle {\frac {\Delta v}{v}}={\frac {\overline {AB}}{r}}}
{\displaystyle \Delta v={\frac {\overline {AB}}{r}}\cdot v}
{\displaystyle a_{c}={\frac {{\overline {AB}}\cdot v}{r\cdot t}}}
在两向量之间的距离趋近于0时，{\displaystyle {\overline {AB}}={\overset {\frown }{AB}}}
所以{\displaystyle {\frac {\overline {AB}}{t}}=v}（线速度）
{\displaystyle a_{c}={\frac {v^{2}}{r}}}
由角速度定义式{\displaystyle \omega ={\frac {v}{r}}}可得{\displaystyle a_{c}=\omega ^{2}\cdot {r}}